# Vicent Franch i Ferrer
Vicent Franch i Ferrer (Burriana, Comunidad Valenciana, 8 de mayo de 1949) es un jurista, politólogo, periodista y escritor español.

## Carrera profesional
Profesor Sénior de Derecho Constitucional y Ciencia Política y de la Administración de la Universitat de València-Estudi General.
Es exmagistrado de la Sala Contencioso-Administrativa del Tribunal Superior de Justicia de la Comunidad Valenciana (donde ejerció desde 1990 a 1995).
Ha sido Director del Centro de Documentación Electoral de la Comunidad Valenciana y desde hace unos años es Director de la colección de libros ‘Estudi General-Textos Valencians’ de la Institución Alfons el Magnànim de la Diputación de Valencia, que se propone recuperar todos los libros importantes de las aportaciones valencianas al debatir social y el pensamiento desde Arnau de Vilanova a la actualidad.
Ha sido en diferentes períodos Director del Departamento de Derecho Constitucional y Ciencia Política y de la Administración de la Universidad de Valencia.
En la actualidad es Director de la revista Tractat de l’Aigua (Revista Valenciana Interdisciplinar del Agua).

## Otros cargos y actividades
En la transición fue Presidente primero y Síndico Mayor, después, de la Agrupació Borrianenca de Cultura.
Ha sido alcalde del pequeño pueblo de Aín, en la provincia de Castellón entre 1999 y 2003.
A lo largo de los años Vicent Franch también ha tomado parte en numerosas charlas, coloquios, conferencias y ponencias, así como en numerosos cursos, jornadas y seminarios.
Cabe destacar también que fue uno de los profesores de la Universidad de Valencia pioneros en la docencia en valenciano en los años ochenta del siglo XX.

## Trabajos

### Sobre Derecho
Vicent Franch es autor de una docena de libros y de casi un centenar de artículos especializados en historia política valenciana, Derecho Autonómico, Derechos Lingüísticos y Teoría y Práctica Política. Ha realizado numerosos estudios y dictámenes sobre problemas actuales de la autonomía valenciana y es redactor de un extenso informe sobre la modificación del sistema electoral del Senado español encargado por el propio Senado el 1997.
Fue redactor, junto a otros profesores universitarios, del Estatut de Morella (1979), documento sobre el que se fueron elaborando los proyectos de Estatuto de Autonomía valencianos de los partidos políticos en la transición. Ha dirigido así mismo y publicado numerosos trabajos sobre elecciones y comportamiento político de los valencianos, y es autor de un conjunto de propuestas para la reforma del Estatuto de Autonomía de la Comunidad Valenciana (2005), así como en materia de derechos lingüísticos.
Sin ánimo de ser exhaustivos podemos citar los siguientes trabajos:
- Volem l’Estatut! Una Autonomia possible per al País Valencià (en colaboración) (1977).(en catalán)
- El nacionalisme agrarista valencià (1918-1923) (1981).(en catalán)
- El blasquisme: Reorganització i conflictes polítics (1928-1936) (1984), que fue Premio de Ensayo Vicent Boix).(en catalán)
- Document 88 (en colaboración) (1989).(en catalán)
- Vicent Cañada Blanch (1900-1993): la voluntad de mecenazgo (2010) (Extensa biografía de este patricio burrianese).
- El sentiment constitucional dels valencians (2003).(en catalán)
- Les eleccions autonòmiques i municipals del 25 de maig del 2003 a la Comunitat Valenciana (2005) (donde es autor y editor).(en catalán)

### Literarios
Como escritor de ficción -una de sus pasiones más íntimas-, ha publicado diversos libros de narrativa, todos ellos en valenciano, entre los que cabe destacar:
- La vetla d’En Pere Ruixes (Premio de Cuentos Malvarrosa 1978).
- La fuita d’En Quim Ortolà (1984).
- L’Enquesta (y otros cuentos) (Premio Pasqual Tirado de cuentos, 1984).[4]
- Estius a la Carta (1990).
- Palamarinar (1994) (libro entre mágico y autobiográfico).

Fue el director de la última época de El Conte del Diumenge (Editorial Prometeo) en los primeros años ochenta del pasado siglo.
También ha ejercido ocasionalmente de crítico literario.

### Periodísticos
Es columnista de prensa desde 1976 y ha escrito en diversos diarios y revistas, alternando el valenciano con el castellano en este caso:
- Castellón Diario, Mediterráneo y Levante de Castelló, de entre los castellonenses.

- Las Provincias, Diario de Valencia, Notícias al Día, Levante-EMV, Hoja del Lunes y El Temps de Valencia.

- Fuera del ámbito valenciano ha publicado artículos en ABC, Diario de Mallorca, Avui, Deia, La Vanguardia, y desde 1995 hasta 2008 fue columnista habitual de El País.

Posiblemente habrá publicado unas 2.500 columnas de prensa en todos estos años. En la actualidad prepara la publicación de una serie de libros de recopilación de su obra periodística.
Desde 1976 ha usado el seudónimo de Joaquim Pi de Vallvert para publicar artículos de humor en la prensa.